# Pedreres de s'Hostal

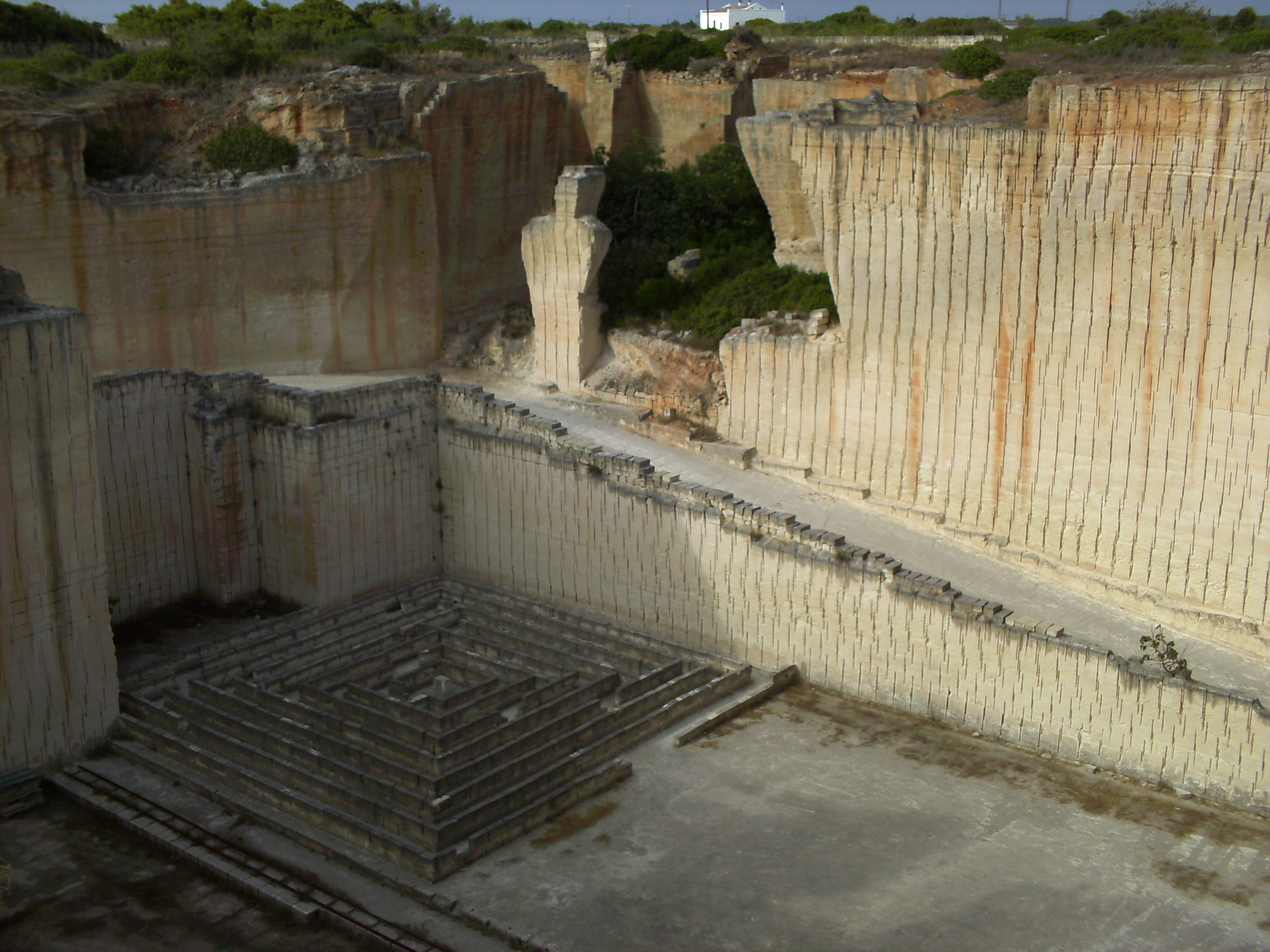
Vista del laberint a una pedrera moderna

Les Pedreres de s'Hostal, situades a 1 km de Ciutadella (Menorca), conformen un recinte de pedreres de marès. Es caracteritzen pel contrast i la dualitat constants: per una banda, s'imposa un paisatge resultat de l'extracció mecànica, de grans dimensions i cúbica geometria, i, per l'altra, antigues pedreres d'extracció manual, autèntic laberint de pedra i vegetació, on regnen les formes orgàniques i la varietat d'espais. La labor de Líthica consisteix a rescatar aquestes pedreres i donar-los nova vida amb intervencions que fomenten la seva essència de laberint i de jardí.
L'extracció de marès, tant de les pedreres antigues com de les modernes, tenia la finalitat de fer carreus per a la construcció d'edificis a l'illa. L'any 1994 es van tancar i un any després l'Associació Líthica, fundada per l'escultora i arquitecta Laetitia Lara, les va llogar amb el suport del Consell de Menorca amb els objectius generals de preservar, rehabilitar i posar en valor les pedreres de marès de Menorca, com a patrimoni històric etnològic de gran valor artístic i paisatgístic.

## Les Pedreres antigues

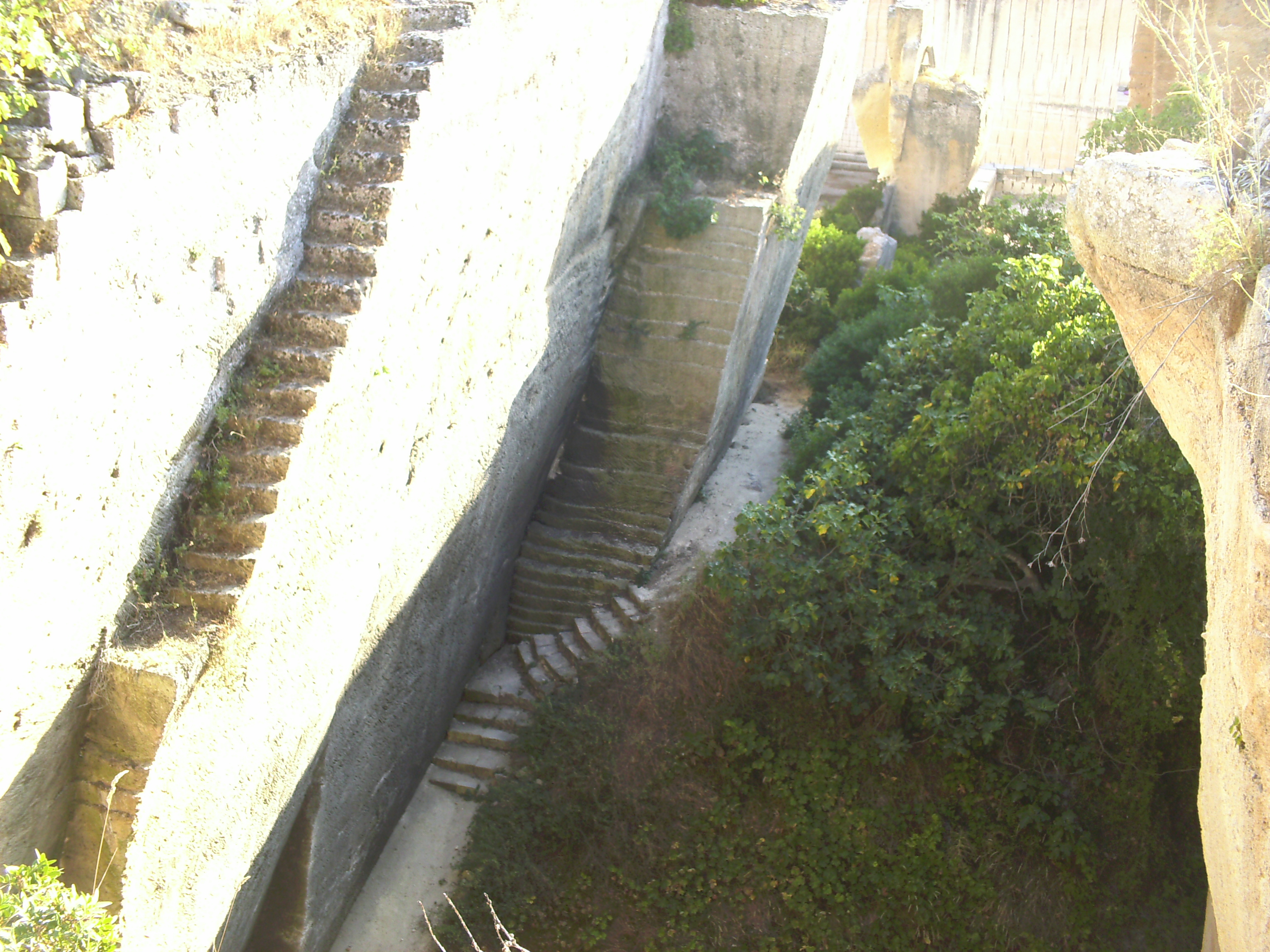
Pedrera antiga

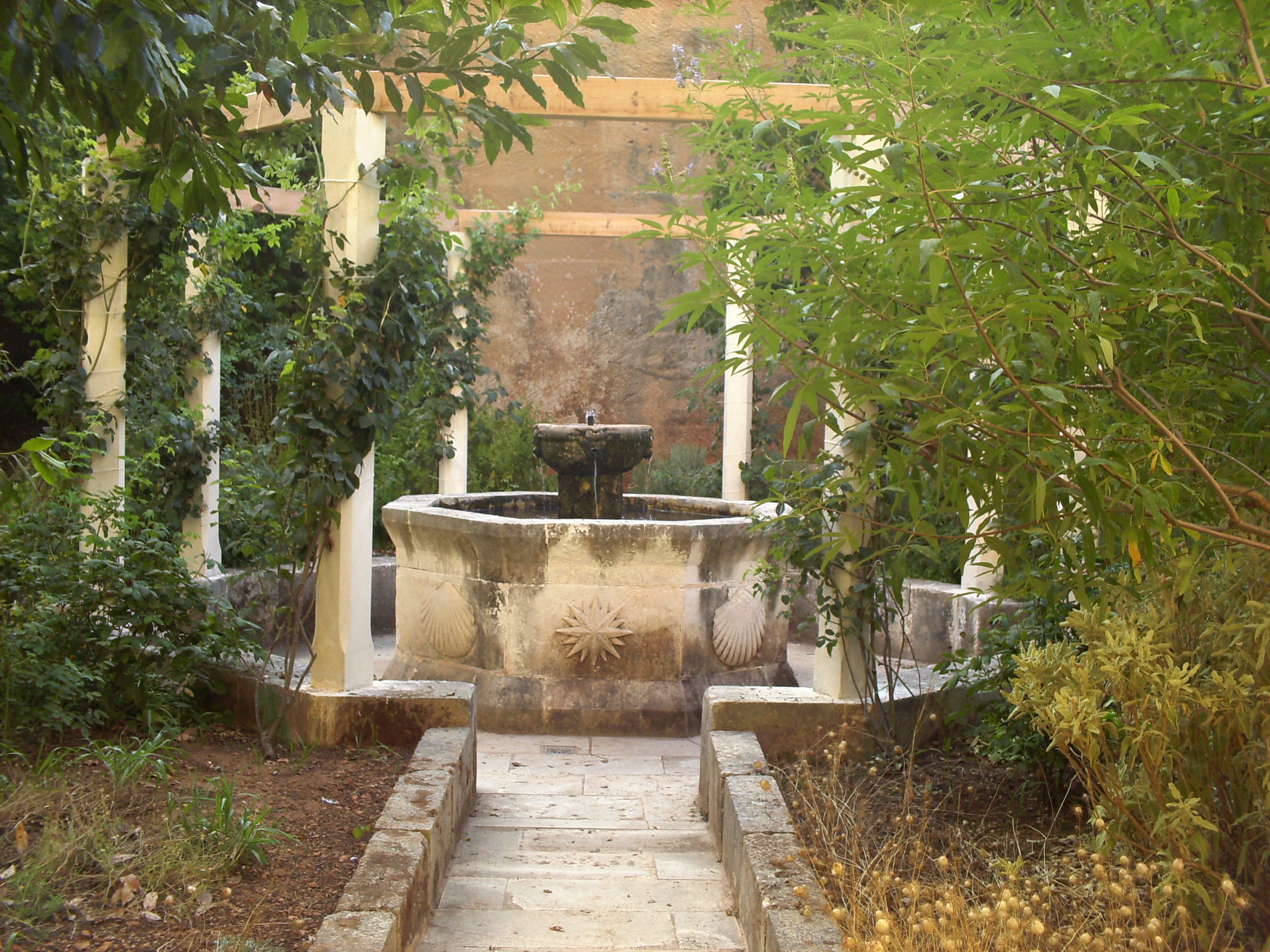
Font del jardí medieval

Aquest recinte és de dimensions reduïdes i de formes més irregulars que les modernes. L'extracció de marès es feia de manera manual seguint la veta de pedra de bona qualitat i per tant, envoltant la pedra viva. Actualment aquestes pedreres s'han regenerat en part amb vegetació espontània i també s'hi ha creat, per part de l'Associació Líthica un circuit botànic de plantes autòctones i un jardí medieval.

### El circuit botànic
El circuit botànic és un projecte per a la conservació i la reproducció de la flora menorquina amb finalitats educatives i divulgatives que aprofita els diferents recintes de les pedreres antigues.
Aquest espai consta de set parts diferenciades:
- Pedrera de s'Ullastre: àrea de presentació del circuit botànic.
- Pedrera des Ametllers: recinte amb ametllers i prat mediterrani.
- Pedrera de ses Oliveres: s'hi troben oliveres i plantes aromàtiques, una rocalla amb plantes adaptades als entorns marins i mates baixes i espinoses dels penya-segats.
- Pedrera des Bosquet: representació d'una comunitat d'arbusts, mates denses i plantes enfiladisses.
- Pedrera comunitat Oleo-ceratonia: representa un bosc mediterrani perennifoli i esclerofil·le amb arbusts, ullastres i garrovers.
- Pedrera de s'Espinal: col·lecció d'espècies mediterrànies d'especial interès i endemismes de l'illa.
- Pedrera des Llimoners: espai dedicat a l'hort mediterrani.

### El jardí medieval
El jardí medieval està construït al voltant d'una font imitant el claustre d'un monestir. Està constituït principalment per plantes medicinals. Aquest jardí també es troba a les pedreres antigues a l'anomenada pedrera de les Proes.
A banda del circuit botànic i el jardí medieval, el conjunt també compta amb un petit estany que conté una mostra de plantes de zones humides d'aigua dolça de l'illa. També hi ha una pedrera habilitada com a viver per a la producció de plantes autòctones.

## Les Pedrers modernes
Són dos espais de mides molt més grans que les antigues que es van començar a explotar a partir de la segona meitat del segle XX amb mitjans mecànics (serres circulars). La utilització d'una serra circular provoca que els talls es facin en línies verticals i horitzontals de forma indiscriminada, extraient la totalitat de la pedra i fent-ne posteriorment la selecció i classificació. Aquest sistema mecànic fa que es creïn amplis espais cúbics amb parets rectes, que es guanyi en profunditat i que les parets estiguin marcades per incisions verticals i horitzontals degudes a la utilització de les serres.
Actualment s'hi celebren esdeveniments culturals com cinema, concerts, dansa i festes temàtiques.